# Pieter Bauwens
Pieter Bauwens (Gent, 18 februari 1974) is een Vlaams journalist. Hij is sinds 2009 hoofdredacteur van het maandblad Doorbraak.

## Biografie
Pieter Bauwens studeerde aan de KU Leuven Godsdienstwetenschappen en Communicatiewetenschappen. Na enkele jaren als journalist koos hij in 2003 voor het onderwijs, om in 2009 hoofdredacteur van het maandblad Doorbraak te worden. Hij combineerde dat met een halftijdse lesopdracht godsdienst aan het VTI in Dendermonde. Het maandblad Doorbraak werd in 2014 Doorbraak.be. Sinds januari 2019 is Bauwens voltijds hoofdredacteur van Doorbraak.be, het halftijds lesgeven gaf hij op voor de uitbouw van het online medium.
Naast Doorbraak is Bauwens ook actief bij Knack en De Morgen waar hij voornamelijk schrijft over communautaire politiek, Vlaamse beweging, vervolgde christenen en het Vaticaan.
In 2019 startte Doorbraak met 'Doorbraak Radio' waar Bauwens geregeld te gast is, vaak samen met professor Bart Maddens waar zij de actualiteit bespreken.